# Пролив Сидорова
Пролив Сидорова — пролив в центральной части архипелага Земля Франца-Иосифа, разделяет острова Ли-Смита, Блисса, Брайса (с запада и севера) и Алджер и Брейди с востока.
Глубина пролива достигает 343—345 метров на его концах и 289 — в центральной части. В юго-западной части имеется возвышенность, поднимающаяся до глубины 87 метров ниже уровня моря.
Назван в 1953 году по фамилии русского купца-золотопромышленника, путешественника, энтузиаста изучения и освоения Севера России Михаила Константиновича Сидорова (1823—1887), активного сторонника освоения Северного морского пути.